# Idaea chloristis
Idaea chloristis là một loài bướm đêm trong họ Geometridae.